# The Grand Vizier's Garden Party
Pistes de Ummagumma
The Narrow Way
(8)
The Grand Vizier's Garden Party est une pièce instrumentale de Nick Mason du groupe Pink Floyd, composée et jouée entièrement par ce dernier, avec l'ajout de son épouse Lindy à la flûte à bec. Cette pièce se retrouve sur l'album Ummagumma.

## Historique
Dans toute l'œuvre de Pink Floyd, Nick Mason n'aura signé seul que trois titres : Party Sequence dans More, Speak To Me dans The Dark Side Of The Moon, et cette pièce, la Grand Vizier's Garden Party qui représente sa contribution en solo au disque studio d'Ummagumma.
The Grand Vizier's Garden Party ne sera jamais jouée en concert. Nick Mason se contentera de jouer un court solo qui s'en rapproche dans la suite The Man, juste entre Doing It et Sleep.

## Musicalité
Une phrase de flûte, très mélodique et quelque peu mélancolique, jouée par Lindy Mason (non créditée), épouse de Nick Mason, ouvre et clôt (en canon) la pièce. Entre les deux, Nick tisse des ambiances étranges et aériennes. Roulements, grondements, glissements, Mason bâtit une sorte d'architecture sonore avec pour seuls matériaux ses baguettes, ses balais et ses caisses, auxquelles il ajoute des cymbales, gong et woodblocks, et du Mellotron. Nick a affirmé avoir été très influencé par le percussionniste/claviériste japonais Stomu Yamashta, qui présentait à cette époque, une série de concerts très élaborés basés sur les percussions.

## Personnel
- Nick Mason – Batterie, timbales, gong, percussions, Mellotron, xylophone
- Lindy Mason – flûte à bec